# Lomgölen (Hällestads socken, Östergötland)
Lomgölen är en sjö i Finspångs kommun i Östergötland och ingår i Motala ströms huvudavrinningsområde.